# Zainab Salbi
Zainab Salbi, (arabe: زينب سلبي), née le 24 septembre 1969 à Bagdad, Irak, est une humanitaire, présentatrice, auteure, fondatrice et ancienne présidente (de 1993 à 2011) de l'association Women for Women International, basée à Washington D.C., aux États-Unis.

## Enfance et études
Salbi est née en 1969 à Bagdad, en Irak. Son père travaille en tant que pilote personnel de l'ancien président Irakien Saddam Hussein. Vivant la violence psychologique de ce dernier envers sa famille, de façon immédiate, Salbi choisit de consacrer sa vie d'adulte aux femmes à travers le monde.
Son mariage arrangé avec un banquier irakien bien plus âgé qu'elle vivant à Chicago l'amène aux États-Unis à l'âge de 19 ans. Leur mariage est de courte durée car elle le quitte seulement trois mois plus tard. Salbi, est contrainte de survivre par ses propres moyens dans un pays inconnu. En 1993, elle épouse un Palestinien, Amjad Atallah. Face à la découverte, à travers les médias, d'atrocités commises pendant la guerre de Bosnie-Herzégovine, ils décident d'intervenir dans l'espoir d'apporter un changement bénéfique dans la vie de des femmes emprisonnées dans des camps de viols. Ils recherchent de l'aide pour les victimes de viol auprès d'organisations déjà existantes, mais constatent qu'il n'en existe alors aucune. Cela les conduit à fonder leur propre organisation, Women for Women. Leur organisation vise à aider les femmes rescapées de guerre à se remettre de leurs expériences. Le programme est conçu pour aider les femmes à améliorer leurs compétences, leur confiance en elle et leur santé émotionnelle afin de reconstruire leurs vies après la guerre.
L'expérience de Salbi avec la guerre Iran-Irak l'a sensibilisée à la situation des femmes en temps de guerre dans le monde entier. Elle écrit et donne de nombreuses conférences sur l'utilisation du viol et d'autres formes de violence à l'encontre des femmes en temps guerre. Son travail est présenté dans de divers médias, y compris sept fois dans The Oprah Winfrey Show à la télévision, et dans le quotidien The Washington Post. En 1995, le président Bill Clinton honore Salbi à la Maison-Blanche pour son travail humanitaire en Bosnie.
Salbi est diplômée de l'université George-Mason, en sociologie et en études féministes et de la London School of Economics, avec un master en études de développement.

## Travail humanitaire
Au début des années 1990, Zainab Salbi et Amjad Atallah sont profondément émus par le sort des femmes de l'ex-Yougoslavie, dont beaucoup ont été enfermées dans les désormais tristement célèbres camps de viols. Ils veulent faire du bénévolat pour les aider, mais sont incapables de trouver une organisation s'occupant de ces injustices flagrantes. En guise de lune de miel, Salbi et Atallah, lancent une organisation avec pour but de créer des connexions de « sœur à sœur » entre les sponsors américains et des femmes rescapées de la guerre en Bosnie-Herzégovine. Ils sont accueillis par une très forte réaction ; une femme rescapée des camps de viols qui avait perdu son mari et ses enfants durant la guerre, a déclaré : « je pensais que le monde nous avais oublié... »[réf. nécessaire].
Ils retournent aux États-Unis avec une mission : grâce au soutien d'autres personnes concernées, ils démarrent Women for Women International, avec un budget serré et une petite équipe de bénévoles. Depuis 1993, Women for Women International prend en charge les femmes victimes de la guerre en Bosnie-Herzégovine, Rwanda, Kosovo, Nigeria, Colombie, Afghanistan, Irak, en République démocratique du Congo et au Soudan. Sous la direction de Salbi, l'organisation aide plus de 400 000 femmes dans huit zones de conflit, distribue plus de 100 millions de dollars en aides directes et microcrédits, sensibilise des milliers de femmes à leurs droits, et aide des milliers d'autres à démarrer leurs propres entreprises.
En octobre 2011, Salbi donne une conférence intitulée « Construire des ponts, reconstruire des sociétés » à l'Institut pour la paix et la justice de l'université de San Diego durant leur Distinguished Lecture Series.

## Travail dans les médias
En 2016, Zainab Salbi lance le Projet Zainab Salbi, une série originale, sur le Huffington Post et AOL. En 2015, elle lance le Nida'a Show sur TLC Arabia. Elle est envoyée spéciale pour Women In The World du quotidien américain The New York Times depuis 2015.

## Kate Spade Initiative
Women for Women s'associe avec Kate Spade New York, la marque de prêt-à-porter américaine, avec l'objectif d'aider les femmes Afghanes fuyant les conflits à s'intégrer dans la société américaine. L'initiative vise à rendre ceci possible en augmentant les opportunités de carrière pour ces femmes. Dans une interview avec Investment News Weekly, Salbi explique qu'elle est convaincue que le chemin de la paix en Afghanistan se construit grâce aux investissements qui permettront à l'économie afghane de croître, conduisant au développement. Elle fait valoir qu'en s'associant avec Kate Spade et en ouvrant une usine en Afghanistan, un flux régulier d'emplois sera créé, apportant de nouvelles opportunités, à travers l'indépendance financière des femmes afghanes.